# 朗托斯克
朗托斯克（法語：Lantosque，法語發音：[lɑ̃tɔsk]）是法国滨海阿尔卑斯省的一个市镇，位于该省中部，属于尼斯区。

## 地理
朗托斯克（43°58'24"N, 7°18'45"E）面积44.76 平方千米，位于法国普罗旺斯-阿尔卑斯-蓝色海岸大区滨海阿尔卑斯省，该省份为法国东南部沿海省份，南濒地中海，西南至瓦尔省，西北接上普罗旺斯阿尔卑斯省，北部和东部与意大利接壤。
与朗托斯克接壤的市镇（或旧市镇、城区）包括：拉博莱讷韦叙比、吕塞拉姆、穆利内、罗克比利耶尔、于泰勒、沃南松。

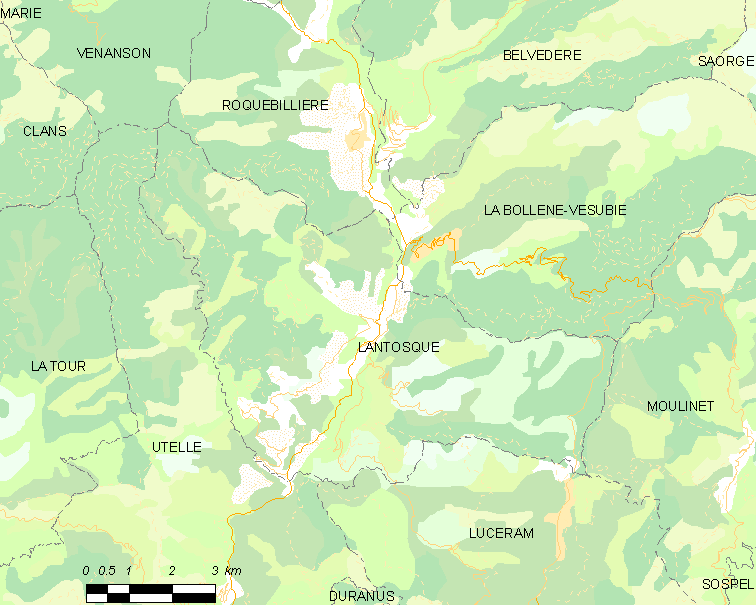
朗托斯克的OSM定位图

朗托斯克的时区为UTC+01:00、UTC+02:00（夏令时）。

## 行政
朗托斯克的邮政编码为06450，INSEE市镇编码为06074。

## 政治
朗托斯克所属的省级选区为图雷特勒旺斯县。

## 人口

1962-2008年间朗托斯克人口变化图示

朗托斯克于2022年1月1日时的人口数量为1197人。